# Hans Niggl
Hans Niggl (* 1908; † 9. Januar 1943) war ein Schweizer Sprinter.
Bei den Olympischen Spielen 1928 in Amsterdam wurde er Fünfter in der 4-mal-100-Meter-Staffel und schied über 200 m im Vorlauf aus.
Seine persönliche Bestzeit über 200 m von 23,6 s stellte er 1928 auf.